# Коростелёва, Светлана Валентиновна
Светлана Валентиновна Коростелёва (род. 10 февраля 1971, Мучкапский, Тамбовская область) — российский политик, член Совета Федерации (2020—2021).

## Биография
Родилась 10 февраля 1971 года в посёлке Мучкапский Тамбовской области.
В 1987 году в 16 лет начала работать старшей пионервожатой в Мучкапской средней школе. В 1989 году избрана секретарем, заведующей отделом учащейся молодежи и пионеров Мучкапского РК ВЛКСМ.
С сентября 1991 года — заместитель директора Мучкапской общеобразовательной школе. Работала на этой должности до сентября 2009 года.
В 1994 году окончила Тамбовский государственный педагогический институт по специальности «учитель истории и обществознания».
В 2007 году избрана руководителем исполкома Мучкапского местного отделения партии «Единая Россия».
С сентября 2009 года по апрель 2010 года — директор Мучкапской СОШ.

### В администрации Тамбовской области
С 21 апреля 2010 года временно исполняла обязанности начальника управления по связям с общественностью администрации Тамбовской области.

### Тамбовская областная Дума
5 созыв (2011—2016)
15 декабря 2010 года в Тамбовской области были назначены выборы в областную думу 5 созыва. Они проводились по смешанной системе, из 50 депутатов 25 избирались по округам, и 25 по партийным спискам. Светлана Коростелёва, занимавшая на тот момент должность заместителя начальника управления по связям с общественностью в областной администрации, была выдвинута кандидатом в составе списка «Единой России», шла первым номером в территориальной группе № 4. Поддержку кандидатам от «Единой России» оказали глава администрации Олег Бетин и заместитель главы администрации — куратор выборов Сергей Чеботарев, задействовав административный ресурс. На состоявшихся 13 марта 2011 года выборах список «Единой России» получил 65,1 % голосов, что было пересчитано в 19 мандатов. При распределении мандатов один был передан Коростелёвой, а 19 марта 2011 года ей вручили удостоверение депутата.
В областной думе входила во фракцию «Единой России», также была заместителем председателя комитета по науке, образованию и культуре (председатель комитета Владислав Юрьев).
В апреле 2011 года также выступала в качестве регионального руководителя партийного проекта «Образование». Секретарём тамбовского регионального политсовета «Единой России» являлся Андрей Пилипенко.
В апреле 2012 — заместитель секретаря тамбовского регионального политсовета «Единой России» и региональный координатор партийного проекта «Модернизация образования».
В октябре 2012 года поддержала введение запрета владения чиновниками имуществом и счетами за рубежом. «Чиновник должен быть патриотом, а наличие зарубежной недвижимости и заграничных счетов заставляет усомниться в патриотизме такого должностного лица», — заявила Коростелёва.
в сентябре 2015 года, во время выборов главы администрации Тамбовской области, Коростелёва была одним из претендентов на должность сенатора в списке Александра Никитина. Однако вступив в должность, Никитин назначил сенатором мэра Тамбова Алексея Кондратьева.
6 созыв (2016—2020)
На состоявшихся 18 сентября 2016 года выборах в Тамбовскую областную думу 6 созыва Коростелёва вновь была избрана депутатом. В областной думе 6 созыва Коростелёва работала профессиональной постоянной основе, возглавляла комитет по науке, образованию и культуре, входила во фракцию «Единой России». В октябре 2016 года также вошла в состав депутатской комиссии по наградам.
В марте 2019 года Коростелева утверждена председателем регионального совета сторонников «Единой России» в Тамбовской области.

### Совет Федерации
14 октября 2020 года депутаты Тамбовской областной думы избрали Коростелёву сенатором вместо Александра Бабакова, которого переизбранный губернатор Александр Никитин назначил своим представителем в Совете Федерации. В Совете Федерации вошла в комитет по науке, образованию и культуре.
6 октября 2021 года постановлением Совета Федерации сенаторские полномочия Коростелёвой досрочно прекращены 27 сентября 2021 года.
В 2022 году Коростелёва — председатель координационного совета сторонников «Единой России» в Тамбовской области.

## Личная жизнь
Замужем, есть сын.